# World Series of Poker 1989
 (juillet 2025).
La mise en forme du texte ne suit pas les recommandations de Wikipédia : il faut le « wikifier ».
Les points d'amélioration suivants sont les cas les plus fréquents. Le détail des points à revoir est peut-être précisé sur la page de discussion.
- Les titres sont pré-formatés par le logiciel. Ils ne sont ni en capitales, ni en gras.
- Le texte ne doit pas être écrit en capitales (les noms de famille non plus), ni en gras, ni en italique, ni en « petit »…
- Le gras n'est utilisé que pour surligner le titre de l'article dans l'introduction, une seule fois.
- L'italique est rarement utilisé : mots en langue étrangère, titres d'œuvres, noms de bateaux, etc.
- Les citations ne sont pas en italique mais en corps de texte normal. Elles sont entourées par des guillemets français : « et ».
- Les listes à puces sont à éviter, des paragraphes rédigés étant largement préférés. Les tableaux sont à réserver à la présentation de données structurées (résultats, etc.).
- Les appels de note de bas de page (petits chiffres en exposant, introduits par l'outil «  Source ») sont à placer entre la fin de phrase et le point final[comme ça].
- Les liens internes (vers d'autres articles de Wikipédia) sont à choisir avec parcimonie. Créez des liens vers des articles approfondissant le sujet. Les termes génériques sans rapport avec le sujet sont à éviter, ainsi que les répétitions de liens vers un même terme.
- Les liens externes sont à placer uniquement dans une section « Liens externes », à la fin de l'article. Ces liens sont à choisir avec parcimonie suivant les règles définies. Si un lien sert de source à l'article, son insertion dans le texte est à faire par les notes de bas de page.
- La présentation des références doit suivre les conventions bibliographiques. Il est recommandé d'utiliser les modèles {{Ouvrage}}, {{Chapitre}}, {{Article}}, {{Lien web}} et/ou {{Bibliographie}}. Le mode d'édition visuel peut mettre en forme automatiquement les références.
- Insérer une infobox (cadre d'informations à droite) n'est pas obligatoire pour parachever la mise en page.

Pour une aide détaillée, merci de consulter Aide:Wikification.
Si vous pensez que ces points ont été résolus, vous pouvez retirer ce bandeau et améliorer la mise en forme d'un autre article.
Résultats des World Series of Poker 1989.

## Résultats
| Tournoi                      | Vainqueur         | Prix     | Finaliste       |
| ---------------------------- | ----------------- | -------- | --------------- |
| $1,000 Limit Hold'em         | George Allen Shaw | $179,600 | Lee Southard    |
| $1,500 Seven Card Razz       | John Laudon       | $95,400  | Said Barjesteh  |
| $1,500 Seven Card Stud Split | Mike Sexton       | $104,400 | Sid Herald      |
| $500 Ladies' Seven Card Stud | Alma McClelland   | $18,600  | Adrienne Zoia   |
| $1,500 Ace to Five Draw      | Harry Madoff      | $119,400 | Billy Baxter    |
| $1,500 Pot Limit Omaha       | Barry Blackburn   | $108,000 | T. J. Cloutier  |
| $1,500 Seven Card Stud       | Mel Judah         | $130,800 | Jerry Buhr      |
| $5,000 Deuce to Seven Draw   | Bob Stupak        | $139,500 | Billy Baxter    |
| $5,000 Seven Card Stud       | Don Holt          | $154,000 | David Sklansky  |
| $1,500 Limit Omaha           | Lyle Berman       | $108,600 | MacDonald Kempe |
| $2,500 Pot Limit Omaha       | Frank Henderson   | $184,000 | Kevin Redican   |
| $2,000 No Limit Hold'em      | Norman Keyser     | $244,000 | Tommy Grimes    |
| $2,000 Limit Hold'em         | Thomas Chung      | $212,000 | Carl McKelvey   |

## Table Finale du Main Event
| Place | Nom              | Prix     |
| ----- | ---------------- | -------- |
| 1er   | Phil Hellmuth Jr | $755,000 |
| 2e    | Johnny Chan      | $302,000 |
| 3e    | Don Zewin        | $151,000 |
| 4e    | Steve Lott       | $83,050  |
| 5e    | Lyle Berman      | $67,950  |
| 6e    | Noel Furlong     | $52,850  |